# Quint-Empire

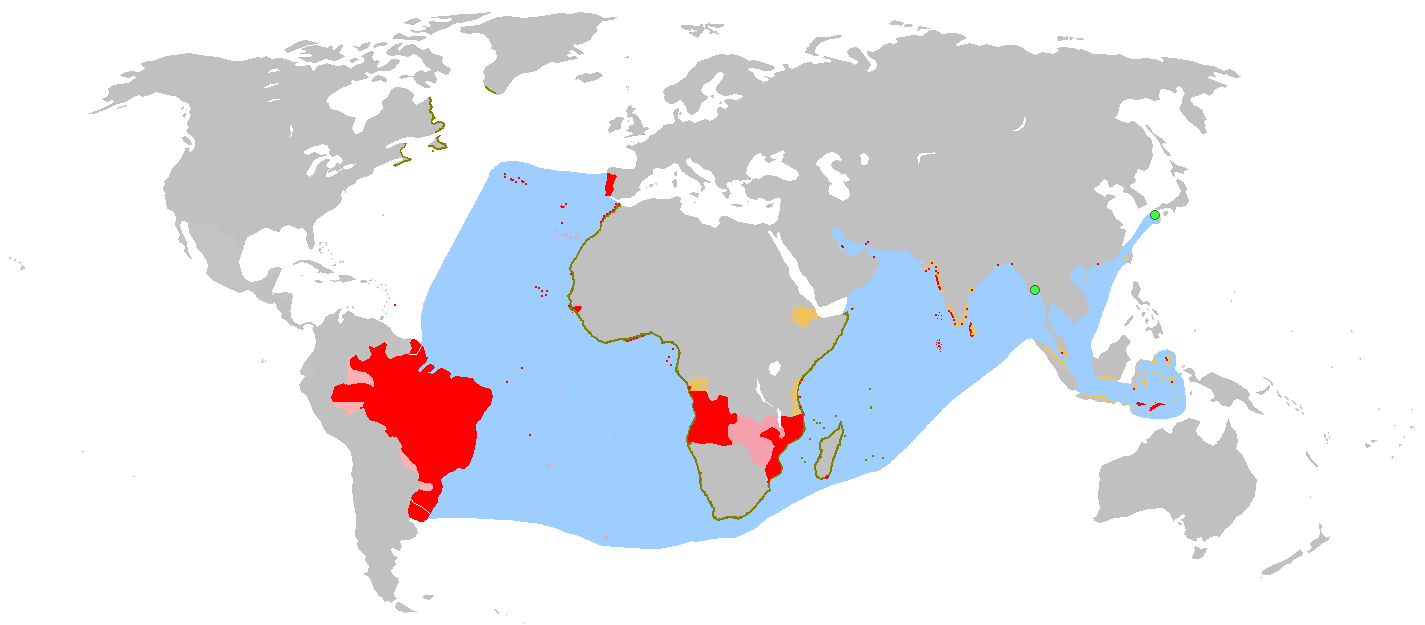
Carte anachronique de l'empire colonial portugais (1415-1999). Rouge - possessions réelles Olive - explorations Orange - aire d'influence et de commerce Rose - territoires revendiqués Vert - comptoirs commerciaux Bleu - principales explorations, routes commerciales et aires d'influence maritimes.

Le Quint-Empire ou Cinquième Empire (Quinto Império en portugais) est un principe mystique, millénariste et messianique portugais élaboré par le jésuite et diplomate portugais António Vieira et popularisé avec la publication du poème Message de Fernando Pessoa.

## Le principe
Le Quint-Empire n’est pas un simple empire territorial. Il s’agit d’un corps spirituel et linguistique recouvrant le monde entier. Il représente la forme ultime de la fusion entre le matériel (la science, la raison, la spéculation intellectuelle…) et le spirituel (la religion, l'occultisme, la spéculation mystique, la Cabbale…).
Il représente l’apogée de tous les travaux entrepris par les empires précédents (selon le principe de la Translatio imperii). Ces empires sont, d'après Vieira :
- Premier empire, l'Empire assyrien.
- Deuxième empire, l'Empire perse.
- Troisième empire, l'Empire grec.
- Quatrième empire, l'Empire romain.

Pessoa élabore une variante :
- Premier Empire, la Grèce antique ; toutes les connaissances et l'expérience extraites des anciens empires.
- Second Empire, l'Empire romain ; l'expansion de la culture et des connaissances du Premier Empire.
- Troisième Empire, le Christianisme ; la fusion entre le Premier et le Second Empire, avec l'absorption de plusieurs éléments de l'Orient (comme le judaïsme).
- Quatrième Empire, l'Europe ; la diffusion dans le monde entier des résultats des empires précédents.

Le Cinquième Empire, dirigé par « le Caché » (O Encoberto dans le poème, une allusion au sébastianisme, mouvement messianique du XVIe siècle militant pour le retour du roi Sébastien Ier, mort à la bataille des Trois Rois), réunira l'ensemble du monde spirituel et culturel, sous la direction de la nation portugaise.